# Péter Kovács (calciatore)
Péter Wiik Kovács (Salgótarján, 7 febbraio 1978) è un ex calciatore ungherese, di ruolo attaccante.

## Biografia
È sposato con Melissa Wiik, calciatrice professionista norvegese.

## Carriera

### Club
Kovács ha cominciato la carriera in patria, vestendo la maglia del Salgótarjáni in Nemzeti Bajnokság II. È poi passato all'Újpest, compagine che gli ha dato l'opportunità di esordire nella massima divisione locale. È stato successivamente in forza al Vác, per una stagione.
Nel 1999, Kovács è stato ingaggiato dai finlandesi del Lahti, partecipanti alla Veikkausliiga. Dopo una stagione con questa maglia, è stato ingaggiato dall'Haka, compagine in cui ha militato per due anni e mezzo e con cui ha vinto il campionato 2000 e la Suomen Cup 2002. Ha totalizzato 92 presenze e 31 reti nella massima divisione locale.
A luglio 2002, i norvegesi del Tromsø – militanti in 1. divisjon, secondo livello del campionato locale – hanno annunciato l'ingaggio di Kovács. Ha esordito in squadra in data 14 luglio, subentrando a Vegard Berg-Johansen nel successo casalingo per 3-0 sull'Oslo Øst, sfida in cui ha trovato la marcatura che ha fissato il risultato sul punteggio finale. Al termine della stagione, il Tromsø si è guadagnato la promozione.
Il 13 aprile 2003 ha debuttato quindi in Eliteserien, schierato titolare nella vittoria esterna per 2-3 sull'Aalesund, sfida in cui ha trovato anche una rete. Kovács è rimasto in squadra fino al mese di luglio 2004.
A luglio 2004 si è trasferito al Viking, sempre in Eliteserien, a cui si è legato con un contratto valido fino al 31 dicembre 2007. Ha disputato la prima partita in squadra il 25 luglio, schierato titolare nella sconfitta per 5-1 maturata sul campo del Lillestrøm. Il 22 agosto successivo ha trovato la prima rete, nel pareggio casalingo per 1-1 contro il Vålerenga. È stato in forza al Viking fino al mese di luglio 2006.
Kovács è stato quindi ingaggiato dallo Strømsgodset, in 1. divisjon. Il 2 luglio ha giocato la prima partita da titolare, coincisa con una sconfitta interna per 0-1 contro il Sogndal. Il 16 luglio ha realizzato le prime reti, con una doppietta inflitta ai danni dello Sparta Sarpsborg. Al termine della stagione, lo Strømsgodset ha conquistato la promozione. È rimasto in squadra anche per la stagione seguente, in cui ha totalizzato 27 presenze e 10 reti tra campionato e coppa.
Nel 2008 è passato all'Odd Grenland, in 1. divisjon. Ha debuttato il 6 aprile, segnando anche una rete nella vittoria per 2-1 sul Sandefjord. Con 23 reti, Kovács si è laureato capocannoniere del campionato ed ha contribuito alla promozione dell'Odd Grenland in Eliteserien. Ad ottobre 2009 ha prolungato il contratto che lo legava al club fino al 31 dicembre 2012. È rimasto in squadra fino al mese di agosto 2010.
Il 30 agosto 2010, i belgi del Lierse hanno ufficializzato l'acquisto di Kovács, che si è legato al nuovo club con un accordo biennale, con opzione per una terza stagione. L'11 settembre ha giocato la prima partita nella Pro League, in occasione del pareggio casalingo per 2-2 contro il Gent. Il 25 settembre ha trovato la prima rete, attraverso cui ha sancito la vittoria per 0-1 sul campo dello Charleroi.
Il 28 dicembre 2011 è stato annunciato il suo ritorno allo Strømsgodset, soggetto al buon esito delle visite mediche. Dopo averle superate, il 3 gennaio ha firmato un accordo biennale con il club. Il 23 marzo 2012 è quindi tornato a calcare i campi da calcio norvegesi, venendo impiegato da titolare nella sconfitta per 2-1 sul campo del Molde. Il 24 aprile 2013 ha rinnovato il contratto con il club fino al 31 dicembre 2015. Ha contribuito alla vittoria finale del campionato 2013.
Il 21 luglio 2015, lo Strømsgodset ha comunicato sul suo sito che Kovács avrebbe lasciato il club per firmare un contratto valido fino al termine della stagione con il Sarpsborg 08. Il 22 luglio, superate le visite mediche di rito, il Sarpsborg 08 lo ha presentato alla stampa. Ha esordito con questa casacca il 26 luglio, schierato titolare nel 2-2 interno contro il Mjøndalen, in cui ha segnato una delle marcature in favore del Sarpsborg 08.
A novembre 2015 è stato reso noto il passaggio di Kovács al Sandefjord, a parametro zero, tornando così in 1. divisjon. Il giocatore si sarebbe aggregato ai compagni a partire dal 1º gennaio successivo, alla riapertura del calciomercato locale. Ha giocato la prima partita in squadra il 3 aprile, schierato titolare nel 4-1 inflitto allo Strømmen, in cui ha realizzato anche una rete. Il Sandefjord ha centrato la promozione al termine della stagione.
Il 26 giugno 2017, l'Arendal ha reso noto d'aver ingaggiato Kovács, che si sarebbe trasferito nel nuovo club alla riapertura del calciomercato, prevista per il 20 luglio: si è legato con un accordo valido fino al termine della stagione. Ha esordito con questa casacca il 23 luglio, schierato titolare nel pareggio per 1-1 arrivato sul campo del Tromsdalen. Il 29 ottobre ha trovato la prima rete, nella sconfitta per 4-2 subita in casa dell'Ullensaker/Kisa.
Il 5 dicembre 2017 ha fatto ritorno allo Strømsgodset, entrando nell'area tecnica del club e ritirandosi pertanto dal calcio professionistico. Ciò nonostante, ha continuato a giocare a livello amatoriale, prima nello Stoppen e poi nel Re.

### Nazionale
Kovács ha vestito la maglia dell'Ungheria in 9 occasioni, tra il 2003 ed il 2005, mettendo a segno una rete. Ha esordito il 20 agosto 2003, subentrando a Krisztián Kenesei nella sconfitta per 2-1 in amichevole contro la Slovenia. Il 17 novembre 2004 ha messo a referto l'unica marcatura, con cui ha contribuito alla vittoria per 0-2 contro Malta.

## Statistiche

### Presenze e reti nei club
Statistiche aggiornate al 9 agosto 2019.
| Stagione            | Club                | Campionato          | Campionato | Campionato | Coppe nazionali | Coppe nazionali | Coppe nazionali | Coppe continentali | Coppe continentali | Coppe continentali | Supercoppe | Supercoppe | Supercoppe | Totale | Totale |
| Stagione            | Club                | Comp                | Pres       | Reti       | Comp            | Pres            | Reti            | Comp               | Pres               | Reti               | Comp       | Pres       | Reti       | Pres   | Reti   |
| ------------------- | ------------------- | ------------------- | ---------- | ---------- | --------------- | --------------- | --------------- | ------------------ | ------------------ | ------------------ | ---------- | ---------- | ---------- | ------ | ------ |
| 1995-gen. 1996      | Salgótarján         | NB2                 | 7          | 0          | CU              | ?               | ?               | -                  | -                  | -                  | -          | -          | -          | ?      | ?      |
| gen.-giu. 1996      | Újpest              | NB1                 | 1          | 0          | CU              | ?               | ?               | -                  | -                  | -                  | -          | -          | -          | 1+     | 0+     |
| 1996-1997           | Újpest              | NB1                 | 3          | 0          | CU              | ?               | ?               | -                  | -                  | -                  | -          | -          | -          | 3+     | 0+     |
| Totale Újpest       | Totale Újpest       | Totale Újpest       | 4          | 0          |                 | ?               | ?               |                    | -                  | -                  |            | -          | -          | 4+     | 0+     |
| 1997-1998           | Vác                 | NB1                 | 17         | 3          | CU              | ?               | ?               | -                  | -                  | -                  | -          | -          | -          | 17+    | 3+     |
| 1999                | Lahti               | VL                  | 28         | 10         | CF+CdL          | ?               | ?               | -                  | -                  | -                  | -          | -          | -          | 28+    | 10+    |
| 2000                | Haka                | VL                  | 26         | 8          | CF+CdL          | ?               | ?               | -                  | -                  | -                  | -          | -          | -          | 26+    | 8+     |
| 2001                | Haka                | VL                  | 29         | 7          | CF              | ?               | ?               | UCL                | 2+                 | 1+                 | -          | -          | -          | 31+    | 8+     |
| gen.-lug. 2002      | Haka                | VL                  | 9          | 6          | CF              | ?               | ?               | -                  | -                  | -                  | -          | -          | -          | 9+     | 6+     |
| Totale Haka         | Totale Haka         | Totale Haka         | 64         | 21         |                 | ?               | ?               |                    | -                  | -                  |            | -          | -          | 64+    | 21+    |
| lug.-dic. 2002      | Tromsø              | 1D                  | 14         | 14         | CN              | 2               | 0               | -                  | -                  | -                  | -          | -          | -          | 16     | 14     |
| 2003                | Tromsø              | ES                  | 24         | 8          | CN              | ?               | ?               | -                  | -                  | -                  | -          | -          | -          | 24+    | 8+     |
| gen.-lug. 2004      | Tromsø              | ES                  | 8          | 2          | CN              | 4               | 3               | -                  | -                  | -                  | -          | -          | -          | 12     | 5      |
| Totale Tromsø       | Totale Tromsø       | Totale Tromsø       | 42         | 24         |                 | 4+              | 3+              |                    | -                  | -                  |            | -          | -          | 46+    | 27+    |
| lug.-dic. 2004      | Viking              | ES                  | 9          | 3          | CN              | -               | -               | -                  | -                  | -                  | -          | -          | -          | 9      | 3      |
| 2005                | Viking              | ES                  | 9          | 3          | CN              | 1               | 0               | CU                 | 0                  | 0                  | -          | -          | -          | 10     | 3      |
| gen.-lug. 2006      | Viking              | ES                  | 11         | 2          | CN              | ?               | ?               | -                  | -                  | -                  | -          | -          | -          | 11+    | 2+     |
| Totale Viking       | Totale Viking       | Totale Viking       | 29         | 8          |                 | 1+              | 0+              |                    | -                  | -                  |            | -          | -          | 30+    | 8+     |
| lug.-dic. 2006      | Strømsgodset        | 1D                  | 18         | 12         | CN              | -               | -               | -                  | -                  | -                  | -          | -          | -          | 18     | 12     |
| 2007                | Strømsgodset        | ES                  | 23         | 5          | CN              | 4               | 5               | -                  | -                  | -                  | -          | -          | -          | 27     | 10     |
| 2008                | Odd Grenland        | 1D                  | 29         | 23         | CN              | 5+              | 6               | -                  | -                  | -                  | -          | -          | -          | 34+    | 29     |
| 2009                | Odd Grenland        | ES                  | 29         | 16         | CN              | 5               | 5               | -                  | -                  | -                  | -          | -          | -          | 34     | 21     |
| gen.-ago. 2010      | Odd Grenland        | ES                  | 22         | 6          | CN              | 5               | 6               | -                  | -                  | -                  | -          | -          | -          | 27     | 12     |
| Totale Odd Grenland | Totale Odd Grenland | Totale Odd Grenland | 80         | 45         |                 | 15+             | 17              |                    | -                  | -                  |            | -          | -          | 95+    | 62     |
| ago. 2010-2011      | Lierse              | D1                  | 23         | 4          | CB              | 3               | 1               | -                  | -                  | -                  | -          | -          | -          | 26     | 5      |
| 2011-gen. 2012      | Lierse              | D1                  | 14         | 1          | CB              | 3               | 0               | -                  | -                  | -                  | -          | -          | -          | 17     | 1      |
| Totale Lierse       | Totale Lierse       | Totale Lierse       | 37         | 5          |                 | 6               | 1               |                    | -                  | -                  |            | -          | -          | 43     | 6      |
| 2012                | Strømsgodset        | ES                  | 28         | 14         | CN              | 5               | 8               | -                  | -                  | -                  | -          | -          | -          | 33     | 22     |
| 2013                | Strømsgodset        | ES                  | 25         | 6          | CN              | 2               | 2               | UEL                | 4                  | 2                  | -          | -          | -          | 31     | 10     |
| 2014                | Strømsgodset        | ES                  | 24         | 10         | CN              | 3               | 5               | UCL                | 1                  | 0                  | -          | -          | -          | 28     | 15     |
| gen.-lug. 2015      | Strømsgodset        | ES                  | 10         | 2          | CN              | 3               | 2               | UEL                | 1                  | 0                  | -          | -          | -          | 14     | 4      |
| Totale Strømsgodset | Totale Strømsgodset | Totale Strømsgodset | 128        | 49         |                 | 17              | 22              |                    | 6                  | 2                  |            | -          | -          | 151    | 73     |
| lug.-dic. 2015      | Sarpsborg 08        | ES                  | 10         | 1          | CN              | 2               | 0               | -                  | -                  | -                  | -          | -          | -          | 12     | 1      |
| 2016                | Sandefjord          | 1D                  | 26         | 8          | CN              | 5               | 2               | -                  | -                  | -                  | -          | -          | -          | 31     | 10     |
| gen.-lug. 2017      | Sandefjord          | ES                  | 2          | 0          | CN              | 2               | 1               | -                  | -                  | -                  | -          | -          | -          | 4      | 1      |
| Totale Sandefjord   | Totale Sandefjord   | Totale Sandefjord   | 28         | 8          |                 | 7               | 3               |                    | -                  | -                  |            | -          | -          | 35     | 11     |
| lug.-dic. 2017      | Arendal             | 1D                  | 9          | 1          | CN              | -               | -               | -                  | -                  | -                  | -          | -          | -          | 9      | 1      |
| 2018                | Stoppen             | 5D                  | ?          | ?          | -               | -               | -               | -                  | -                  | -                  | -          | -          | -          | ?      | ?      |
| gen.-ago. 2019      | Stoppen             | 4D                  | ?          | ?          | -               | -               | -               | -                  | -                  | -                  | -          | -          | -          | ?      | ?      |
| Totale Stoppen      | Totale Stoppen      | Totale Stoppen      | ?          | ?          |                 | -               | -               |                    | -                  | -                  |            | -          | -          | ?      | ?      |
| ago.-dic. 2019      | Re                  | 4D                  | ?          | ?          | -               | -               | -               | -                  | -                  | -                  | -          | -          | -          | ?      | ?      |
| Totale              | Totale              | Totale              | 483+       | 175+       |                 | 50+             | 46+             |                    | 8+                 | 3+                 |            | -          | -          | 541+   | 224+   |

### Cronologia presenze e reti in Nazionale
| Cronologia completa delle presenze e delle reti in nazionale ― Ungheria | Cronologia completa delle presenze e delle reti in nazionale ― Ungheria | Cronologia completa delle presenze e delle reti in nazionale ― Ungheria | Cronologia completa delle presenze e delle reti in nazionale ― Ungheria | Cronologia completa delle presenze e delle reti in nazionale ― Ungheria | Cronologia completa delle presenze e delle reti in nazionale ― Ungheria | Cronologia completa delle presenze e delle reti in nazionale ― Ungheria | Cronologia completa delle presenze e delle reti in nazionale ― Ungheria |
| Data                                                                    | Città                                                                   | In casa                                                                 | Risultato                                                               | Ospiti                                                                  | Competizione                                                            | Reti                                                                    | Note                                                                    |
| ----------------------------------------------------------------------- | ----------------------------------------------------------------------- | ----------------------------------------------------------------------- | ----------------------------------------------------------------------- | ----------------------------------------------------------------------- | ----------------------------------------------------------------------- | ----------------------------------------------------------------------- | ----------------------------------------------------------------------- |
| 20-8-2003                                                               | Murska Sobota                                                           | Slovenia                                                                | 2 – 1                                                                   | Ungheria                                                                | Amichevole                                                              | -                                                                       |                                                                         |
| 18-2-2004                                                               | Pafo                                                                    | Ungheria                                                                | 2 – 0                                                                   | Armenia                                                                 | Amichevole                                                              | -                                                                       |                                                                         |
| 4-9-2004                                                                | Zagabria                                                                | Croazia                                                                 | 3 – 0                                                                   | Ungheria                                                                | Qual. Mondiali 2006                                                     | -                                                                       |                                                                         |
| 8-9-2004                                                                | Budapest                                                                | Ungheria                                                                | 3 – 2                                                                   | Islanda                                                                 | Qual. Mondiali 2006                                                     | -                                                                       |                                                                         |
| 9-10-2004                                                               | Solna                                                                   | Svezia                                                                  | 3 – 0                                                                   | Ungheria                                                                | Qual. Mondiali 2006                                                     | -                                                                       |                                                                         |
| 17-11-2004                                                              | Ta' Qali                                                                | Malta                                                                   | 0 – 2                                                                   | Ungheria                                                                | Qual. Mondiali 2006                                                     | 1                                                                       |                                                                         |
| 30-11-2004                                                              | Bangkok                                                                 | Ungheria                                                                | 0 – 1                                                                   | Slovacchia                                                              | Amichevole                                                              | -                                                                       |                                                                         |
| 2-2-2005                                                                | Istanbul                                                                | Arabia Saudita                                                          | 0 – 0                                                                   | Ungheria                                                                | Amichevole                                                              | -                                                                       |                                                                         |
| 9-2-2005                                                                | Cardiff                                                                 | Galles                                                                  | 2 – 0                                                                   | Ungheria                                                                | Amichevole                                                              | -                                                                       |                                                                         |
| Totale                                                                  |                                                                         | Presenze                                                                | 9                                                                       |                                                                         | Reti                                                                    | 1                                                                       |                                                                         |

| 21-2-2004 | Nicosia | Romania B | 3 – 0 | Ungheria | - |
| Totale    |         | Presenze  | 1     | Reti     | 0 |

## Palmarès

### Club

#### Competizioni nazionali
- Campionato finlandese: 1

Haka: 2000
- Coppa di Finlandia: 1

Haka: 2002
- 1. divisjon: 1

Odd Grenland: 2008
- Campionato norvegese: 1

Strømsgodset: 2013

### Individuale
- Capocannoniere della 1. divisjon: 1

2008 (22 gol)
- Capocannoniere del campionato norvegese: 1

2012 (14 gol)